# 保宁之战
保宁之战，永曆五年（1651年）八月至永曆九年（1652年）十一月，南明抚南元帅刘文秀率军出师，進攻保宁府（今四川省阆中市）清军的战役。
1651年，孙可望命刘文秀为抚南元帅，统军渡过金沙江，由建昌（今四川省西昌市）进入四川，以图发展。當时，清军尚未进入四川。八月，刘文秀与南明在四川的割据势力连续作战，生擒袁韬，招降武大定，南明总督李乾德自杀。十月，刘文秀派卢名臣进攻涪州（今涪陵），击败李占春、于大海所部，后二人率部入湖广，李占春为僧，于大海降清。
刘文秀收服割据川东的谭文、谭诣、谭弘三部。1651年底，刘文秀被调回云南，白文选接替守嘉定。1652年二月，清平西王吳三桂、定西将军李国翰率部由陕西入川，战胜白文选军，入成都，下嘉定，取重庆。三月，孙可望命李定國出师湖广，抵御清军孔有德部。同时，命刘文秀率讨虏将军王复臣等，率兵6万，北征四川以禦吳三桂部清军。四月，孙可望请永历帝封刘文秀为抚南王。八月初九日，刘文秀统兵攻克叙州，俘虏清总兵南一魁，之后收复重庆。清军全线退却，吴三桂和李国翰据守保宁。十月，刘文秀包围保宁，企图全歼吴三桂所部，遂一面围攻保宁，一面分兵北塞葭萌关，东塞梁山关，防止清军逃回陕西，吴三桂率军死守。十一月十日，吴三桂亲自统兵出城，首先击败最薄弱的张先壁所部，结果反败为胜。刘文秀下将军王复展、总兵姚之贞等将校二百多名被俘。刘文秀被孙可望革职。清军虽然保宁险胜，但无力将战，四川大部仍为南明控制。